# 月光高知號列車
月光高知（日语： Mūnraito Kōchi */?）號列車是由西日本旅客鐵道（JR西日本）和四國旅客鐵道（JR四國）運行於京都站至高知站之間的臨時夜行快速列車。途經東海道本線、山陽本線、宇野線、本四備讚線（瀨戶大橋線）、予讚線和土讚線。

## 概要
「月光高知」在國鐵分割民營化後的1989年8月1日開始營運。主要在夏季與年尾年初多客時期才開辦。在2005年起，於最繁忙時期（黃金周、御盆節等）的前後數日也有開設班次。在2008年度冬季開出最後一班後便沒有再次開辦。而使用的機車於2009年年尾退役，客車在2010年4月尾退役。

## 廢除前一刻的運行概況
「月光高知」在京都站至岡山站之間與「月光山陽」結併運輸，在京都站至多度津站（運輸停車）之間與「月光松山」結併運輸。雖然「月光高知」是臨時列車，但由於該列車於深夜行走，因此可避免影響貨運列車的班次。

### 停車站
京都站 - 新大阪站 - 大阪站 - 三之宮站 - 神戶站 - 明石站 - 加古川站 - 姬路站 - 岡山站 - 阿波池田站 - 土佐山田站 - 後免站 - 高知站
- 此外，下行班次會在有年站停靠20分鐘，以待避貨物列車。而上下行班次會在多度津站運輸停車，以便與「月光松山」進行分離或結併。

### 使用車輛與編成
牽引機車方面，京都站至岡山站之間使用由JR西日本下關車輛管理室所屬，常駐於關西地區的EF65型電力機車。岡山站至高知站之間使用JR四國高知運輸所所屬的DE10型柴油機車。為了減少使用機車數量，上下行列車會同時到達岡山站，並把機車互相交換。
客車基本上使用來自JR四國的團體專用車輛，該車輛是經過改裝而成。以12系客車（高知運輸所所屬）3卡編成行走。所有車輛都是綠色車廂指定席，當中一輛是地毯車廂。另外，在最繁忙時期會增結，增結的車輛是來自JR西日本宮原綜合運輸所所屬的14系客車座位車廂（普通車廂）。因此，連結普通車廂的日子可使用青春18車票。
截至2009年1月，上下行列車靠近京都一方的3卡(4－6號車廂）是松山編成，靠近高知、松山一方的3卡（1－3號車廂）是高知編成。

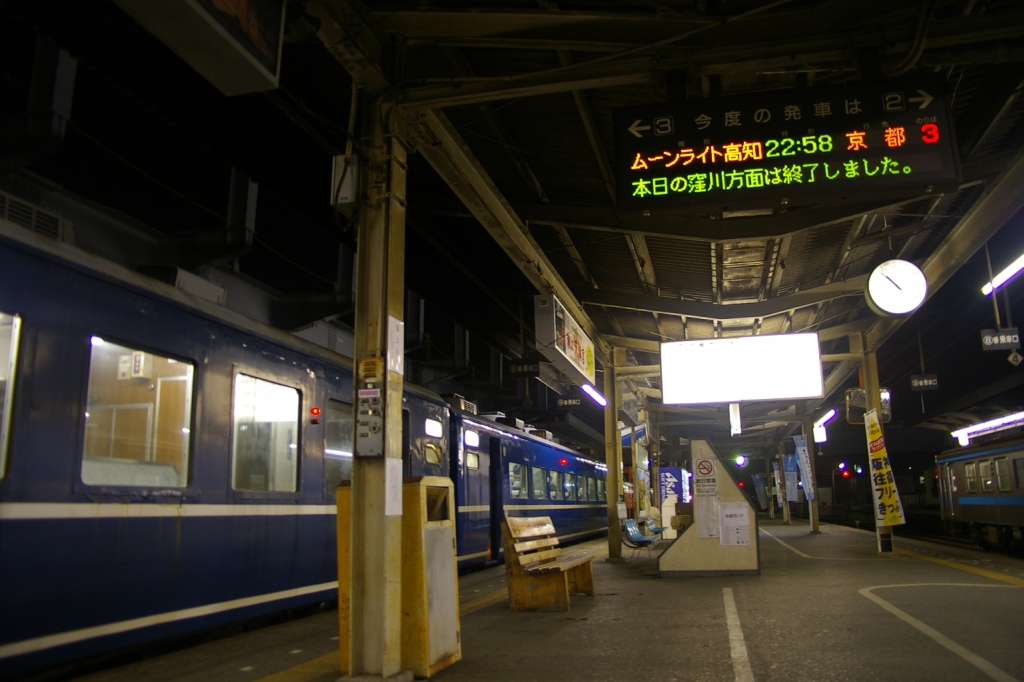
地面車站時代的高知站與等待出發的「月光高知」
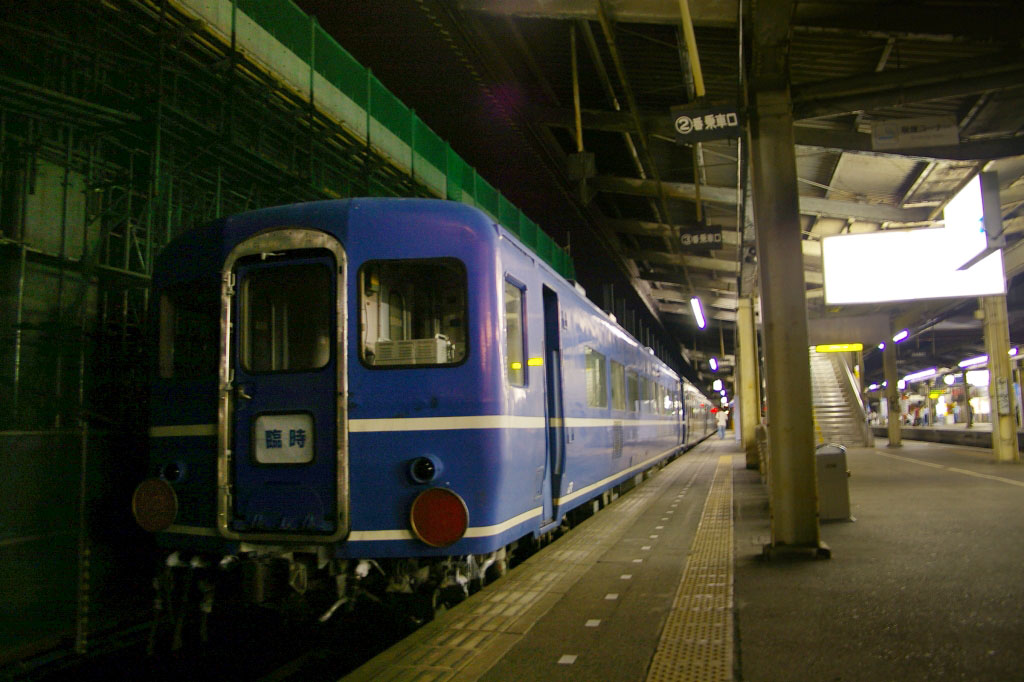
「月光高知」使用12、14系客車
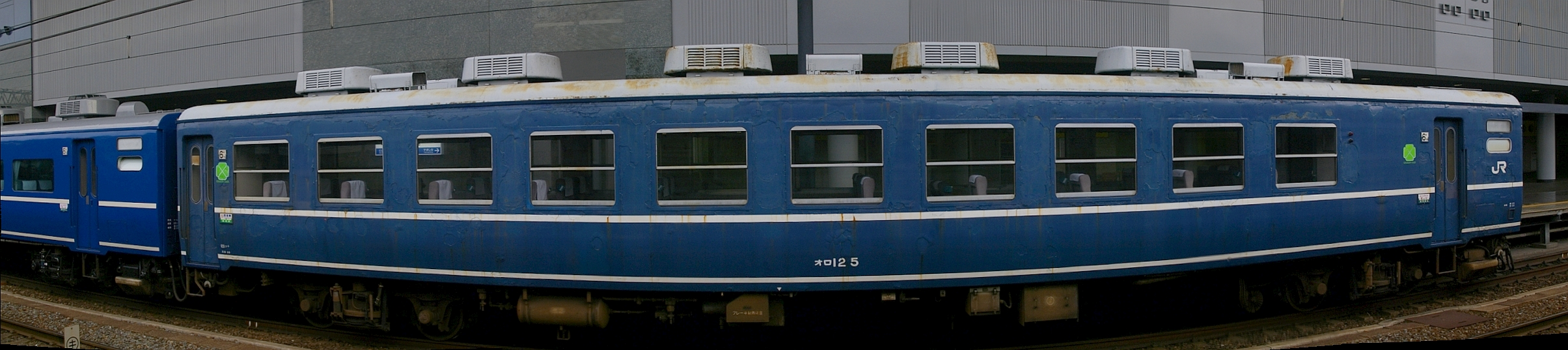
12系客車綠色車廂外觀（由於車輛老化，使油漆有剝落的情況）
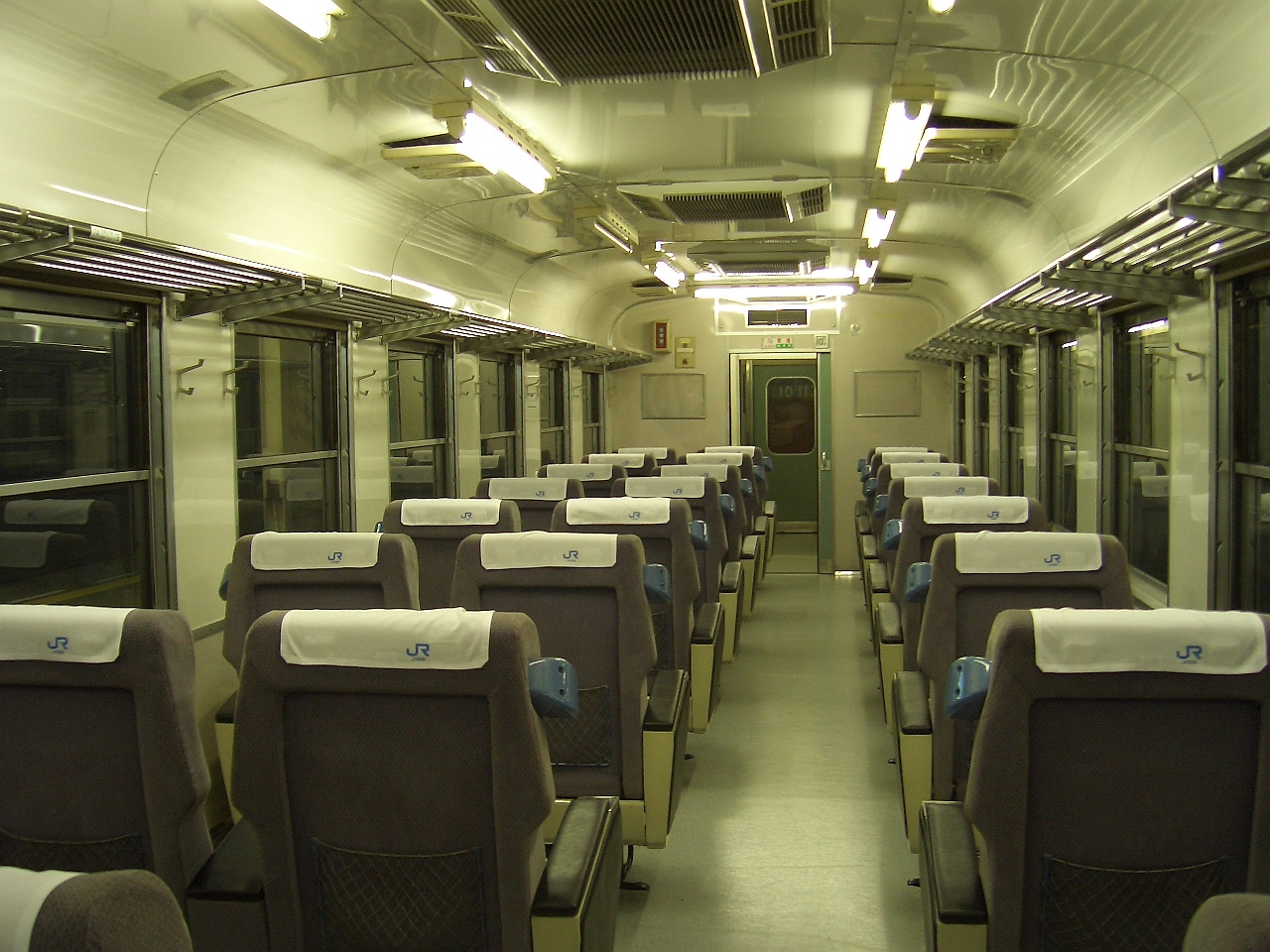
綠色車廂（座位車廂）車內
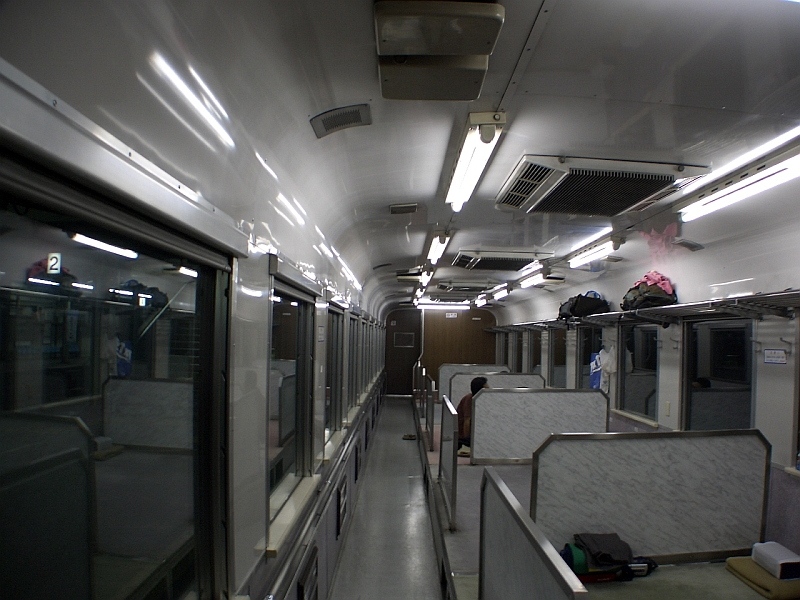
綠色車廂（地毯車廂）車內
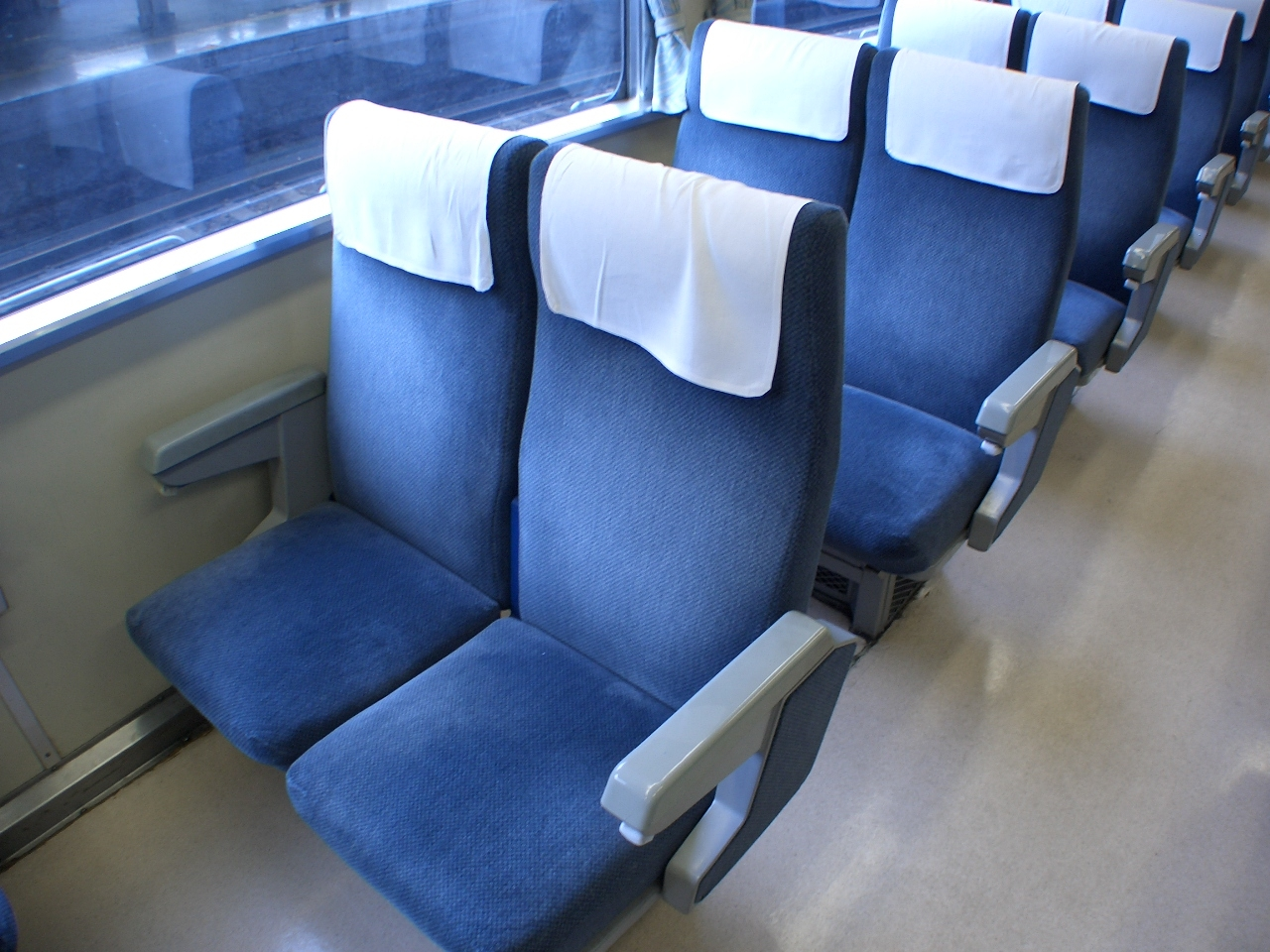
普通車廂車內（座位使用簡易躺椅）
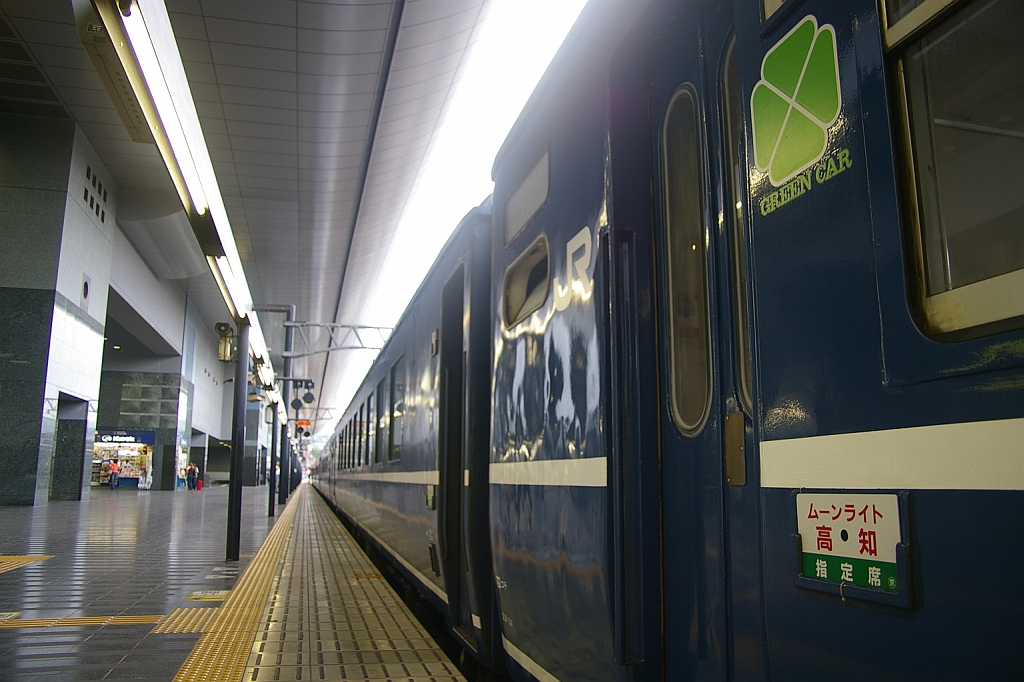
路線牌

## 歷史
- 1989年（平成元年）
  - 8月1日：開始運行[1]。
  - 8月7日（上行為8月10日開始）：開始與「月光山陽」結併運輸。
- 1995年（平成7年）4月：開始與「月光松山」結併運輸。
- 2009年（平成21年）1月：當年冬季後再沒有開辦班次。

## 車輛後續去向
在退役後的翌年2011年，ORo12 6、9與SuRoFu12 3、6共4輛轉讓給若櫻鐵道。而其餘的ORo12 5、10沒有被拆毀，放置在高松運輸所內，同樣放置在該處的14系客車（截至2015年10月還在役）和KiRoHa186-1（2013年退役）於2015年12月14日被運送至多度津工場。以便準備轉讓車輛給東武鐵道以行走SL班次。

## 注腳

## 外部連結
- ほどちゃんの島 − 快速ムーンライト高知 （页面存档备份，存于）（日語）